# Oxalylchlorid
Oxalylchlorid (též oxaloylchlorid, systematický název oxalyldichlorid), je organická sloučenina, diacylchlorid kyseliny šťavelové. Používá se jako reaktant v organické syntéze; lze jej připravit reakcí kyseliny šťavelové s chloridem fosforečným.
Oxalylchlorid poprvé připravil roku 1892 francouzský chemik Adrien Fauconnier reakcí diethyloxalátu s chloridem fosforečným.

## Reakce
Oxalylchlorid reaguje s vodou, přičemž vznikají pouze plynné produkty: chlorovodík (HCl), oxid uhličitý (CO2) a oxid uhelnatý (CO)
(COCl)2 + H2O → 2 HCl + CO2 + CO
Touto vlastností se liší od ostatních acylchloridů, které se hydrolyzují na chlorovodík a původní karboxylové kyseliny.

## Použití v organické syntéze

### Oxidace alkoholů
Roztokem obsahujícím oxalylchlorid a dimethylsulfoxid (DMSO) se přeměňují alkoholy na odpovídající aldehydy a ketony procesem známým jako Swernova oxidace.

### Syntéza acylchloridů
Oxalylchlorid se nejčastěji používá společně s N,N-dimethylformamidem (DMF) jako katalyzátorem v organické syntéze k přípravě acylchloridů. Podobně jako thionylchlorid se při této reakci mění na těkavé vedlejší produkty; jeden z menšinových vedlejších produktů je možný karcinogen. Oproti thionylchloridu je mírnějším a selektivnějším reaktantem; je rovněž dražší a tak se většinou používá v menším měřítku.
Tato reakce zahrnuje přeměnu DMF na imidoylchloridový derivát (Me2N=CHCl+), podobně jako v prvním kroku Vilsmeierovy–Haackovy reakce.
Imidoylchlorid je účinné chlorační činidlo.

### Formylace arenů
Oxalylchlorid reaguje za přítomnosti chloridu hlinitého s aromatickými sloučeninami za vzniku odpovídajících acylchloridů v procesu známem jako Friedelova-Craftsova acylace. Vzniklý acylchlorid může být hydrolyzován na příslušnou karboxylovou kyselinu.

### Příprava oxalátových diesterů
Podobně jako ostatní acylchloridy, i oxalylchlorid reaguje s alkoholy za vzniku esterů:
2 RCH2OH + (COCl)2 → RCH2OC(O)C(O)OCH2R + 2 HCl
Tyto reakce obvykle probíhají za přítomnosti zásady jako například pyridinu.

### Ostatní
Oxalylchlorid byl údajně použit při první syntéze dioxantetraketonu (C4O6).